# Angela Milner
Angela Cheryl Milner geborene Girven (* 3. Oktober 1947 in Gosforth, North East England; † 13. August 2021) war eine britische Wirbeltier-Paläontologin am Natural History Museum in London. Sie befasste sich vor allem mit Dinosauriern und fossilen Vögeln.

## Werdegang
Milner sammelte schon als Jugendliche Pflanzen und beobachtete Vögel. Nach dem Studium der Zoologie und der Promotion im Fach Paläontologie an der Newcastle University bei Alec Panchen arbeitete sie ab 1976 in der Abteilung Wirbeltier-Paläontologie am Natural History Museum London. Dort organisierte sie unter anderem die Präsentation der Dinosaurier. Zum Zeitpunkt ihrer Pensionierung war sie Deputy Keeper der Abteilung Paläontologie und Leiterin der Abteilung Wirbeltier-Paläontologie. 
1986 beschrieb sie zusammen mit Alan Charig den Dinosaurier Baryonyx, einen fischfressenden Spinosauriden, dessen Überreste mit zu den besterhaltenen Funden eines Theropoden in Europa gezählt werden. Weitere fossile Zeugnisse sammelte sie unter anderem in China und der Sahara. Zudem untersuchte sie das versteinerte Gehirn von Archaeopteryx mittels Computertomographie mit dem Ergebnis, dass Innenohr und Gehirn Verwandtschaft mit modernen Vögeln erkennen lassen. Weitere solche Untersuchungen folgten bei fossilen Vögeln aus dem Eozän von Südengland. Weiterhin befasste sie sich mit Tetrapoden aus dem Karbon.
Milner schrieb auch Bücher über Dinosaurier für Kinder. Sie trat ab den 1980er Jahren häufig in Fernsehsendungen in Großbritannien vor allem zu Dinosauriern auf, zum Beispiel bei BBC Horizon. So äußerte sie sich auch oft in öffentlichen Debatten, insbesondere zum Problem des privaten Sammelns von (Dinosaurier-)Fossilien.
2021 wurde Milner posthum die Lapworth Medal der Palaeontological Association verliehen.

## Schriften
- Dino-Birds, British Museum 2002
- mit Rosemary McDonald, Kathy Gerrard (Herausgeber): Dinosaurs, Barnes and Noble 2006
- mit anderen: The Natural History Museum Book of Dinosaurs
- mit David Norman Dinosaur, Knopf 1989
- Bearbeitung von C. Tung Dinosaurs from China, 1988
- mit Tim Gardom Dinosaurier : wie sie lebten – warum sie ausstarben, Bassermann 1993
- Bilderbogen der Dinosaurier: die 100 wichtigsten Dinosaurier im Überblick – von der Trias bis zur Kreidezeit, München, Ars Edition 1992
- mit Alan Charig Baryonyx walkeri, a fish-eating dinosaur from the Wealden of Surrey, Bulletin of the Natural History Museum of London 53, 1997, S. 11–70